# SM the Ballad Vol. 2 – Breath
SM the Ballad Vol. 2 – Breath é o segundo mini-álbum do grupo de balada sul-coreano SM The  Ballad. Foi lançado em 13 de fevereiro de 2014, com a canção "Breath" como faixa-título.

## Antecedentes
Em 3 de fevereiro de 2013, fontes da SM falou com My Daily e disse: "SM The Ballad está planejando voltar em fevereiro. Eles estão atualmente na fase final de preparação. "SM The Ballad é um grupo de projeto, sem membros fixos, mas tem uma rotação de artistas que se especializam nos vocais e têm uma forte presença no gênero balada. A fonte da SM acrescentou: "Os membros passados não vai estar no grupo, mas desta vez, Max Changmin, Yesung, Taeyeon, Jonghyun, Krystal Jung, Chen, Zhou Mi e Zhang Liyin irão participar."
O álbum é composto por um total de seis faixas centradas em torno do tema de um rompimento. Duas das faixas tem três versões, incluindo a versão em coreano, chinês e japonês. A versão coreana de "Breath" é interpretada por Jonghyun e Taeyeon, a versão chinesa por Chen e Zhang Liyin, enquanto a versão japonesa é interpretada por Max Changmin e Krystal Jung. A versão coreana e japonesa de "Blind" é interpretada por Yesung, que foram gravadas antes de seu alistamento militar. A versão chinesa de "Blind" é interpretada por Zhou Mi.
A SM Entertainment anunciou que os lançamentos iriam começar em 10 de fevereiro com o dueto de Jonghyun e Taeyeon "Breath" (versão coreana), em 11 de fevereiro com o dueto de Jonghyun e "One Day", em 12 de fevereiro com solo de Taeyeon "Set Me Free", em 13 de fevereiro com os solos de Yesung (versão coreana e japonesa) e Zhou Mi (versão chinesa) "Blind", o dueto de Chen e Krystal "When I Was When U Were", e também a versão chinesa (Chen e Zhang Liyin) e japonesa (Max e Krystal) de "Breath"
O EP completo foi lançado em 13 de fevereiro de 2014.

## Promoções
Jonghyun e Taeyeon performaram "Breath" pela primeira vez no M! Countdown no dia 13 de fevereiro. Chen e Zhang Li Yin também vai performaram a versão chinesa de "Breath" na transmissão ao vivo do "Element of Joy", no dia 14 às 8 horas da noite.
A canção também foi sendo promovida nos programas Music Bank, Music Core e Inkigayo em fevereiro.

## Lista de faixas
| N.º | Título                                                | Artista                    | Duração |  |
| 1.  | "Dear..." (Intro)                                     |                            | 1:01    |  |
| 2.  | "숨소리" (Breath)                                     | Jonghyun, Taeyeon          | 4:37    |  |
| 3.  | "내 욕심이 많았다" (Blind)                            | Yesung                     | 3:56    |  |
| 4.  | "Set Me Free"                                         | Taeyeon                    | 4:21    |  |
| 5.  | "하루" (A Day Without You)                            | Jonghyun, Chen             | 3:36    |  |
| 6.  | "좋았던 건, 아팠던 건" (When I Was... When U Were...) | Chen, Krystal Jung         | 3:54    |  |
| 7.  | "Breath" (Versão em japonês)                          | Max Changmin, Krystal Jung | 4:30    |  |
| 8.  | "僕のせいだよ" (Blind) (Versão em japonês)            | Yesung                     | 3:52    |  |
| 9.  | "Breath" (Versão em mandarim)                         | Chen, Zhang Liyin          | 4:37    |  |
| 10. | "太贪心" (Blind) (Versão em mandarim)                 | Zhou Mi                    | 3:56    |  |

## Desempenho nas paradas
| Título                   | Melhores posições | Melhores posições       |
| Título                   | KOR               | USA                     |
| Título                   | Gaon              | Billboard K-pop Hot 100 |
| ------------------------ | ----------------- | ----------------------- |
| "Breath"                 | 3                 | —                       |
| "Blind"                  | 56                | —                       |
| "Set Me Free"            | 18                | —                       |
| "One Day"                | 8                 | —                       |
| "When I Was When U Were" | 31                | —                       |

| Gráfico                   | Melhores posições |
| ------------------------- | ----------------- |
| Gaon Weekly albums chart  | 1                 |
| Gaon Monthly albums chart |                   |
| Gaon Yearly albums chart  |                   |

| Gráfico (2014)      | Quantidade |
| ------------------- | ---------- |
| Gaon physical sales | 29,000+    |

## Créditos
- Yesung - Vocais
- Zhou Mi - Vocais
- Max Changmin - Vocais
- Zhang Liyin - Vocais
- Taeyeon - Vocais
- Jonghyun - Vocais
- Chen - Vocais
- Krystal Jung - Vocais
- Lee Soo Man - Produção